# Кофейная ржавчина
Кофейная ржавчина, которая также известна в некоторых странах как «ройя» — это грибковое заболевание кофейного дерева, вызываемое паразитирующим ржавчинным грибом Hemileia vastatrix. Болезнь покрывает лист кофейного дерева оранжевыми пятнами, которые препятствуют фотосинтезу растения. Постепенно листья опадают и в конечном итоге  кофейное дерево полностью погибает. Кофейной ржавчине подвержены все виды кофейного дерева. В англоязычной литературе заболевание известно под названием CLR — это аббревиатура от англ. coffee leaf rust, что буквально переводится как «кофейная листовая ржавчина», или «ржавчина кофейного листа».

## История
Первый зарегистрированный случай заболевания кофейного дерева паразитическим грибком был зафиксирован в 1861 году в Кении. В те годы кофейная ржавчина еще не была изучена и до 1869 года в течение десяти лет болезнь уничтожила большую часть плантаций на Цейлоне – в настоящее время Шри-Ланка.
Спустя много лет, в 1970 году кофейная ржавчина была обнаружена в Бразилии, которая, вероятно, была завезена вместе с семенами какао из Африки. Таким образом, болезнь быстро распространилась на плантациях кофе по всей Латинской Америке.
В настоящее время кофейная ржавчина распространена во всех странах, занимающихся производством кофе.

## Распространение болезни
В источниках отмечается, что изменение климата, в том числе глобальное потепление и постепенное увеличение влажности воздуха привели к увеличению скорости распространения кофейной ржавчины. Так, в 2013 году несколько стран Латинской Америки, включая Гватемалу, Гондурас и Сальвадор, объявили о чрезвычайном положении по причине стремительного распространения данного заболевания. Причем кофейная ржавчина в некоторых случаях уничтожила примерно 70 % кофейных деревьев. В 2014 году аналогичная ситуация, связанная с распространением заболевания сложилась в республике Никарагуа. Таким образом, кофейная ржавчина нанесла значительный ущерб, который негативно отразился не только на отраслях, задействованных в производстве кофе, но также на экономике стран в целом. Чтобы обозначить серьёзность данной проблемы, Американское фитопатологическое общество характеризует кофейную ржавчину как «непрекращающуюся эпидемию» в сфере производства кофе.

## Способы борьбы
Существуют фунгициды на основе соединения меди — специальные химические вещества, которые относительно эффективно предотвращают распространение кофейной ржавчины. Однако, к недостаткам фунгицидов относится высокая стоимость и риск загрязнения почвы. Также, некоторые фермеры в качестве меры борьбы с грибковым заболеванием вводят карантин. В таком случае с помощью смеси бензина и гербицида уничтожаются не только деревья, поражённые кофейной ржавчиной, но и все деревья, находящиеся в радиусе 30 метров.
Также производители кофе для снижения риска заболевания кофейных деревьев выращивают гибридные разновидности с более высокой устойчивостью к кофейной ржавчине.